# Nowy Redzeń
Nowy Redzeń [pronunciación en polaco: /ˈnɔvɨ ˈrɛd͡zɛɲ/] es un pueblo ubicado en el distrito administrativo de Gmina Koluszki, dentro del Distrito de Łódź Oriental, Voivodato de Łódź, en Polonia central. Se encuentra aproximadamente a 6 kilómetros al sureste de Koluszki y a 29 kilómetros al este de la capital regional Łódź.